# Batalla de Carrickfergus (1597)
La batalla de Carrickfergus tuvo lugar en noviembre de 1597, en la provincia de Úlster, en el actual condado de Antrim, Irlanda del Norte, durante la guerra de los Nueve Años (Irlanda). Fue librada entre las fuerzas de la Reina Isabel I de Inglaterra y el clan MacDonell, resultando en la derrota de los ingleses.

## Contexto
El noreste de Úlster estuvo muy disputado durante el siglo XVI. Carrickfergus en sí mismo fue el centro de un intento fallido inglés por colonizar la zona durante la década de 1570. Sin embargo, fueron los MacDonnell quienes consiguieron controlar el área en la década de 1580 bajo el liderato de Sorley Boy MacDonnell. Durante la rebelión de Hugh O'Neill en 1595, el único punto de apoyo real de la Corona inglesa dentro de la provincia fue Carrickfergus, aunque fue poco lo que la Corona pudo hacer contra los rebeldes.
En 1597, el recientemente nombrado nuevo gobernador del Castillo de Carrickfergus, John Chichester, disfrutó de varios éxitos contra las tropas irlandesas de los Clandeboye O'Neill, y estuvo ocupado parlamentando con el sobrino de Sorley Boy, James MacSorley Macdonnell, sobre una serie de incursiones y contra-incursiones en la localidad. Los escoceses fueron los más afectados por una serie de operaciones de caballería que tuvieron lugar en ausencia del gobernador. Para permitir a los escoceses presentar sus demandas de reparación se convocó un parlamento.

## La batalla
En el día acordado, el 4 de noviembre de 1597, MacDonnell se dirigió al Castillo de Carrickfergus al frente de un extravagante ejército que incluía 1300 soldados y 500 mosqueteros escoceses. No deseando quedarse atrás, el gobernador salió con el grueso de sus hombres, cinco compañías de infantería y una de caballería. Los hombres del gobernador avanzaron cuatro millas desde el castillo hasta que encontraron a los escoceses. El gobernador se detuvo entonces para permitir el reagrupamiento de sus hombres. Mientras los oficiales discutían, un veterano urgió al gobernador a proceder con el parlamento. Pero cuando sus tropas se detuvieron, el gobernador se dirigió a su comandante, el Capitán Merriman, diciéndole: Ahora, Capitán, allí enfrente tenemos a sus viejos amigos. ¿Qué dice usted? ¿Los atacamos?. Merriman se mostró de acuerdo, al igual que el comandante de caballería, Moses Hill.
La orden de ataque fue dada y los escoceses retrocedieron colina abajo. Sin embargo, los jinetes ingleses no estaban seguros de su liderazgo y el gobernador quedó rápidamente aislado en un pequeño grupo que había logrado mantenerse junto a él. En un contraataque, los escoceses consiguieron romper las líneas del ejército inglés. El gobernador resultó herido en una pierna pero trató de reagrupar a sus hombres y cargar de nuevo. Sin embargo, recibió un tiro en la cabeza y resultó muerto. Otro oficial fue golpeado en la cabeza y capturado, otro tenía su caballo herido y un tercer oficial fue herido de un tiro en el hombro.
Las fuerzas inglesas estaban consternadas, y aunque los refuerzos (incluidos los enfermos) salieron del castillo e impidieron una masacre, el número de bajas en el lado inglés llegó a 180 con 30 o 40 heridos. Algunos escaparon cruzando a nado el Lough Larne, con o sin sus caballos, hasta llegar a la costa de Islandmagee.

## Consecuencias
La derrota inglesa se debió en parte a la falta de pólvora, pero no hay excusa posible ante la incompetencia demostrada por el gobernador. Hubo cierta ironía en la victoria de los escoceses ya que el tío de MacDonnell, Sorley Boy MacDonnell, había saqueado la ciudad más de veinte años antes en venganza por la masacre inglesa de los miembros del clan en la Rathlin Island.